# 依舒夫
依舒夫（希伯來語：ישוב，Yishuv，Ha-Yishuv），又譯為以述、伊休夫，字面意思為屯墾區、鄉鎮、居住區，在以色列建國前，巴勒斯坦猶太人社區的名稱。這個名稱使用於1880年代，當時在巴勒斯坦地區，包括鄂圖曼敍利亞的南部，共有約25,000名猶太人居住在此。直到1948年以色列建國時，這個地區共有約700,000名猶太人。現在這個名詞使用較少，但在希伯來文中，仍用這個名詞來稱呼在以色列建國前就世居此地的猶太人。
在依舒夫中，又區分為老依舒夫及新依舒夫兩大群體。老依舒夫指的是在1882年阿利亞運動興起之前就居住在此的猶太人。老依舒夫主要居住在耶路撒冷、采法特、提比里亞與希伯仑等地。在雅法、海法、阿卡與加薩等地，也有小型的猶太人社區。在老依舒夫中，猶太人仍然研習妥拉，保持猶太人的宗教與習俗。但也有改宗伊斯蘭教，使用巴勒斯坦阿拉伯語，完全融入巴勒斯坦人社區的猶太人。
新依舒夫，指的是在1860年代開始在耶路撒冷舊城城牆之外興建居住地的猶太社群，以及在1882年阿利亞運動之後，才開始移居至此的猶太人社群。

## 腳註
1. ↑  Viorst, Milton. . 新北市: 光現. 2018. ISBN 9789869576703.